# Suzi Simpson
Suzi Simpson (* 16. November 1968 in Athen, Griechenland) ist US-amerikanisches Model und Schauspielerin.
Sie war Playmate des Monats Januar 1992 in der Zeitschrift Playboy.  Zusätzlich zu ihren Auftritten in der Zeitschrift erschien sie auch in mehreren Playboy-Videos und Sonderausgaben des Magazins.

## Biographie
Suzi ist die Tochter eines Marineoffiziers und einer Flugbegleiterin. Sie wurde in Athen, Griechenland, geboren und ist das älteste von vier Kindern, hat zwei Brüder und eine Schwester. Im Jahr 1984 gewann sie den Titel "Miss District of Columbia Teen USA".
Sie war in einem Pepsi-Werbespot mit Michael Jackson und in dem Musikvideo von Aerosmith – Love in an Elevator zu sehen.

## Filmografie
- 1985: St. Elmo’s Fire – Die Leidenschaft brennt tief
- 1990: Red Surf
- 1990: Men at Work
- 1993: Enemy Gold
- 1993: Playboy Video Playmate Calendar 1993
- 1993: 1993 Playboy Video Playmate Review
- 1997: The Last Road
- 1998: Playmate Profile Video Collection Featuring Miss January 1998, 1995, 1992, 1989
- 2000: Playmates: Bustin’ Out
- 2001: Rock Star